# Cordt von Brandis
Pour les articles homonymes, voir Brandis (homonymie).
Cordt de Brandis (né le 4 octobre 1888 à Eimbeckhausen et mort le 11 juin 1972 à Barendorf) est un officier allemand et chef de corps franc.

## Biographie
Brandis rejoint le 19 juin 1908, après avoir été formé dans les académies de cadets de Naumbourg et Groß-Lichterfelde, le 24e régiment d'infanterie de l'armée prussienne à Neuruppin en tant que leutnant. Avec le déclenchement de la Première Guerre mondiale, il est d'abord déployé sur le front occidental et prend le commandement de la 1re compagnie le 4 septembre 1914. Brandis est blessé à plusieurs reprises et après sa guérison, il est promu au grade d'Oberleutnant et prend le commandement de la 8e compagnie le 25 février 1915. Après son transfert temporaire en  Serbie, le régiment revient sur le front ouest devant Verdun au début de 1916.

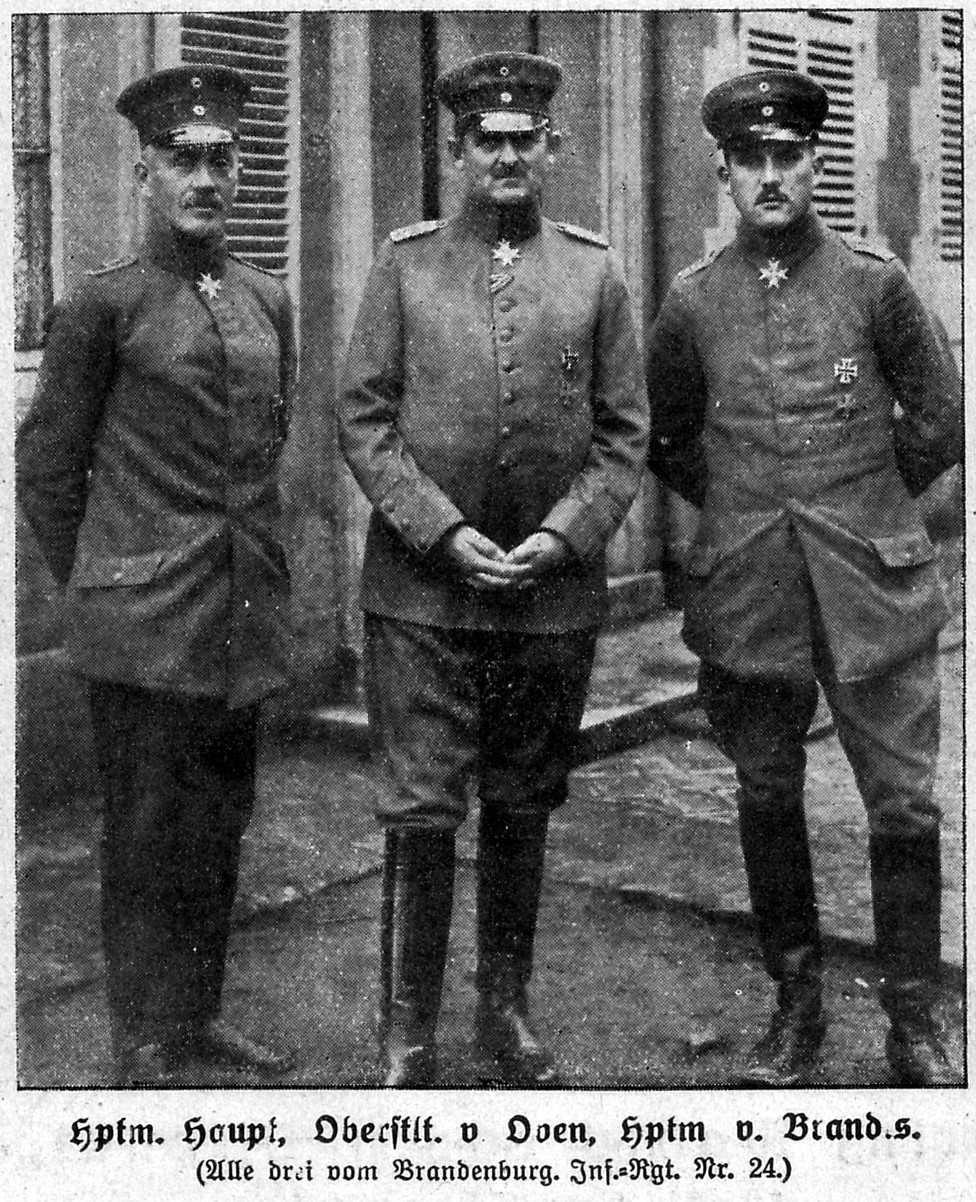
Capitaine Hans-Joachim Haupt, lieutenant-colonel Georg von Oven, capitaine Cordt von Brandis (à droite).

Brandis est surtout connu pour avoir reçu l'Ordre de Pour le Mérite pour avoir pris d'assaut le fort de Douaumont avec Hans-Joachim Haupt (de) et sont considérés comme les conquérants du fort. Plus tard, dans la littérature commémorative sur la bataille de Verdun dans les années 1920 et 1930, une âpre dispute s'élève entre divers participants et auteurs pour savoir si l'hommage rendu à Brandis est justifié ou si d'autres soldats ont été exploités dans le processus.
Le 1er juillet 1917, il est transféré à l'état-major du groupe d'armée du prince héritier allemand. En août 1917, il est promu Hauptmann. Peu de temps après, il est nommé commandant du 2e bataillon de son régiment régulier, qu'il dirige jusqu'à la fin de la guerre. Après son retour au pays et sa démobilisation, il forme le corps franc Brandis qui porte son nom près de Neuruppin au début de 1919. Ce corps appartient initialement, sur le plan organisationnel, à la 1re division de réserve de la Garde qui est nouvellement créée à Berlin à la fin du mois de janvier et se compose initialement d'un bataillon renforcé avec trois compagnies de fusiliers, une compagnie de mitrailleuses et une batterie d'obusiers de 10,5 cm. Il est utilisé dans les États baltes à partir de mars et est ensuite renforcé par d'autres unités telles que le corps franc Merck de Hambourg et les chasseurs allemands baltes. Le corps franc Brandis est l'une des plus importantes formations de volontaires allemands pendant la guerre de la Baltique, aux côtés de la "Division de fer" dirigée par Josef Bischoff et du corps franc de Franz Pfeffer von Salomon, Walter von Medem et du comte Eulenburg. Brandis écrit plus tard un livre de mémoire très apprécié sur ces combats. Après le retour des Baltes en Allemagne et l'échec du putsch de Kapp, Brandis se retire du service militaire le 31 mars 1920.
Dans les années 1920, il dirige une ferme dans le Rhinluch (de) près de Ruppin. En 1934, il participe à la création du service du travail du Reich. Malgré ses racines idéologiques dans le spectre nationaliste-militaire, il ne rejoint pas le NSDAP. À partir de 1936, il s'engage auprès des colons allemands en Afrique de l'Est, où son frère dirige une ferme. Il y est arrêté par les Anglais en 1940. Il passe la période de la Seconde Guerre mondiale dans divers camps d'internement britanniques en Afrique du Sud jusqu'en 1947.
Le 27 août 1939, le jour dit « de Tannenberg », Brandis est promu au grade de major.

## Travaux
(octobre 2020).

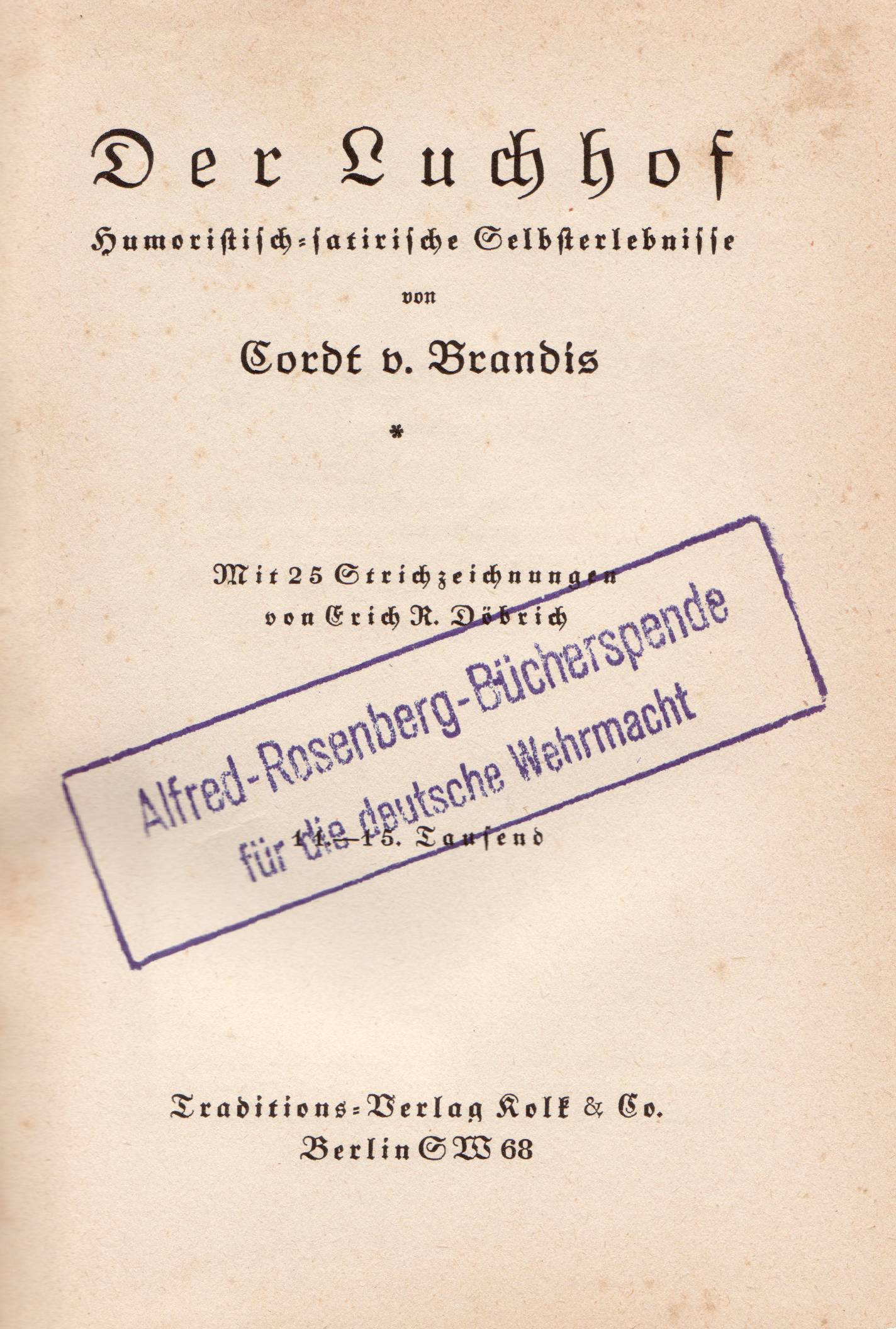
Couverture du Luchhof - "... avec 25 dessins au trait d'Erich R. Döbrich"

- Die Stürmer vom Douaumont. Traditions-Verlag, Berlin 1934; Scherl, Berlin 1917.
- Der Sturmangriff. Kriegserfahrungen eines Frontoffiziers. Chef des Generalstabes des Feldheeres, 15. September 1917.
- Die vom Douaumont. Das Ruppiner Regiment 24 im Weltkrieg Berlin. Verlag Tradition W. Kolk, 1930.
- Von Läusen, Kohldampf und Etappenhengsten. Traditions-Verlag Kolk, Berlin 1932.
- Der Kriegsstarke. Ernstes und Heiteres aus Krieg und Frieden. Verlag Tradition Wilhelm Kolk, Berlin 1932.
- Der Luchhof. Kolk & Co., Berlin 1934.
- Baltikumer. Schicksal eines Freikorps. Traditions-Verlag Kolk & Co, Berlin (1939).
- Afrika … heute! Mit den Augen des Siedlers und Soldaten gesehen. Traditions-Verlag Kolk & Co., Berlin 1939.
- Vor uns der Douaumont. Druffel 1966.